# Lizé Santana
Lizette Santana, conocida como Lizé (nacida el 20 de septiembre de 1980 en Boston) es una cantante, compositora, productora y actriz estadounidense de origen dominicano.

## Biografía y carrera artística
Lizette Santana nació en Boston, Massachusetts, Estados Unidos a padres que inmigraron á y se conocieron en el estado de Massachusetts a mediado de los años 1960 desde la República Dominicana. Poste la era del dictador Rafael Trujillo. Lizé inicia clases de piano clásico a la tierna edad de nueve años. A los dies-y-seis años ya había ganado su tercer premio a nivel estatal en los recitales nacionales, del American College of Musicians (Universidad Estadounidense de Músicos). Un año después recibió mención honorable en las preliminares del entonces famoso programa de televisión Star Search, donde otros artistas notables como Britney Spears y Alanis Morissette también han participado. El mismo año, ingresó la prestigiosa Universidad de Boston Berklee College of Music, donde estudio administración de empresas discográfica, antes de mudarse a la ciudad de Nueva York, donde se presentaba activamente en la escena del rock Neoyorquino del Lower East Side, siguió escribiendo canciones y ganando seguidores. Durante el mismo período trabajaba en el sello discográfico multinacional Atlantic Records y estudió en la escuela de cine y actuación School for Film and Television. Después de Nueva York Lizé se mudó a la ciudad de Miami, en el estado de la Florida, Estados Unidos, lugar cual llama su hogar. A su llegada fue invitada a cantar en el festival de música 1st Annual Urban Music Festival en el anfiteatro del Bayfront Park frente a más de 10,000 fanáticos de música. En el escenario la acompañaron los músicos R.J. Ronquillo en guitarra eléctrica, Andres Dalmastro en guitarra acústica, el baterista Jody Hill y el violinista Hugo Martínez entre otros. En sus primeros años viviendo en Miami, también continuó trabajando en el lado empresarial de la industria musical en la editora de música Sony/ATV Music Publishing perteneciente a Sony BMG Music Entertainment y después en una disquera independiente con distribución multinacional por Universal Music Group. También organizó un evento semanal de cantautores en el Hotel Marlin, casa del famoso estudio de grabación South Beach Studios, donde grababan los más famosos artistas pop de la industria. Experiencias las cuales despertaron en ella su curiosidad empresarial y la equiparon a crear su propio sello discográfico en el futuro.
En el año 2005, Lizé, junto a sus hermanas, estableció una empresa de manejo, la cual llamó Rocstar, Inc., donde en ese entonces manejaban las carreras de maquillistas, directores de videos, estilistas, compositores y otros artistas.  En 2006, Rocstar, Inc. coordinó la alfombra roja y la presencia a la prensa para Karina Pasian a la 7.ª Entrega de los Premios Grammy Latinos, la entonces artista de Def Jam,disquera manejada por el artista Jay-Z en ese momento. En el 2008, su empresa evolucionó a un sello discográfico lanzando el álbum “Aún Sueño en Ti | I Still Dream of You” de Lizé Santana en el verano del 2009 y haciéndola la primera mujer, dentro de la industria musical del mercado Latino, que sale por medio su propio sello independiente. El álbum debutó en iTunes, Rock Latino ‘’New and Noteworthy’’ (Nuevo y Notable). Lizé colaboró junto al multiinstrumentista, compositor y productor Fernando Perdomo (Mika, Juanes, Jennifer López, Soraya, Jorge Moreno, Paulina Rubio). Otros músicos notables que contribuyeron fueron Derek Cintron en arreglos de batería, el guitarrista R.J. Ronquillo (Ricky Martin - MTV Unplugged) y el compositor Mexicano Miguel Luna quien también a compuesto para artistas como Luis Miguel y Ricardo Arjona.
En septiembre de 2009, Lizé Santana fue invitada a cantar en los premios Latin Pride National Awards (Los Premios Nacionales del Orgullo Latino Estadounidense), el cual reconoce a personalidades y celebridades Latinas estadounidenses dentro de las industrias del Deporte, Cine, Música, Educación y Moda. Algunos galardonados han sido la Miss Universo Amelia Vega, el beísbolista de grandes ligas Sammy Sosa, y el ganador de un Premio Pulitzer el escritor y activista social Junot Díaz entre otros.
El mismo año Lizé fue invitada especial como cantautora en el evento Chrystal Hartigan Presents… Songwriters Showcase en el teatro Broward Center for the Performing Arts, el cual es producido por Chrystal Hartigan, y previamente nombrado Songwriters in the Round, el cual co-emprendió junto al productor y compositor Desmond Child. Lizé también se presentó en el concierto Get back to 1969 (Regresemos al 1969), realizado en beneficio a las personas sin hogar de la ciudad de Miami, junto a otros artistas como Tommy Torres, Javier García, Elsen Torres, Alih Jey, entre otros.
En enero de 2011, lanza su sencillo "Besos" y su correspondiente vídeo musical, bajo el nombre de Lizé, el cual es una versión corta de su nombre real. Lizé decide reclamar el nombre, como aparece anteriormente en créditos de películas y en grabaciones in-editas fechadas desde el 2005, por razones de marca, como ella misma nos aclara en su sitio oficial. "Siento que  Santana es un nombre de mucho peso en el mundo de la música y a mi me gusta crear mi propio nombre y mi propia plataforma", afirma.
Lizé también anunció que estará lanzando dos  sencillos más en español al principio del año, antes de lanzar el primer sencillo en el verano de su álbum todo en inglés, programado para lanzarse en el otoño.

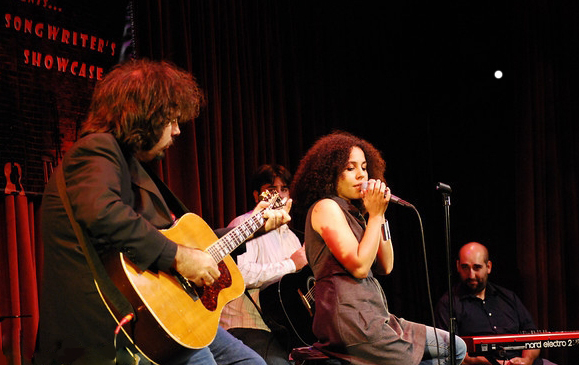
Lizé Santana y Fernando Perdomo en el concierto Chrystal Hartigan Presents Songwriters Showcase - noviembre de 2009.

## Estilo Musical é influencias
Su música, que fusiona tonos tanto orgánicos como etéreos, ha sido clasificada dentro de los géneros pop rock, folk rock, rock en español y pop latino. Caracterizada por cuerdas melancólicas y armonías vocales; texturas instrumentales que sirven como telón de fondo a letras llenas de emociones y valentía, conjugando metáforas, ironía y juego de palabras.
Ella acredita a sus padres por su amplio horizonte musical. Sus colecciones de discos incluía artistas desde Los Beatles, Blondie a Juan Luis Guerra. Como adulta, otras influencias de Lizé incluye la cantautora canadiense Sarah Mclachlan, las cantantes estadounidenses Tori Amos y Ani Difranco como también las cantantes baladistas Amanda Miguel, Isabel Pantoja y Rocío Dúrcal.

## Sello independiente
Ser propietaria de su propio sello discográfico establece a Lizé Santana, dentro de la industria musical, como la primera mujer artista en el Mercado Latino estadounidense, de haberse lanzado independientemente. Esta independencia, también le permite libertad artística. Como por ejemplo, en su álbum Aún Sueño En Ti | I Still Dream of You (2009), Lizé coprodujo, coarregló la música, tocó algunos de los instrumentos, fue productora ejecutiva, y también se envolvió en el arte y diseño del disco. Adicionalmente, le gusta colaborar en la dirección de sus videos musicales y conceptos fotográficos.

## Cine y actuación
Lizé ha demostrado interés en la industria del cine. Mientras en Nueva York estudió artes dramáticas y actuación en  The School for Film and Television, actualmente llamada  New York Conservatory for Dramatic Arts (Conservatorio de Nueva York para Artes Dramáticas). En el 2008, actuó como el personaje de Jenny en el cortometraje "Mamnoh Love", un drama sobre una joven árabe atrapada entre la cultura tradicional de sus padres y sus decisiones personales de la vida. También participó en el largometraje "Dos veces Ana" (2010), dirigido por Sergio Giral. En noviembre de 2019, actuó en el quinto episodio de la segunda temporada titulado "Anger Iceberg" del programa Telerrealidad Crew Cartel por VH1.

## Activismo social
Lizé Santana creó la organización y fundación ‘’Dream of You’’, una organización sin fines de lucro, con el fin de contribuir a la educación desde una perspectiva de motivación é inspiración a estudiantes de las escuelas primaria y secundaria, por medio de traer a personalidades del mundo artístico y deportes a las escuelas a hablar, inspirar y motivar a los estudiantes a seguir sus sueños y llegar a su máximo potencial. La fundación también reconosera a maestros quienes han impactado positivamente las vidas de sus estudiantes. Los maestros son nominados por los estudiantes. Para fortalecer su organización, Lizé se ha unido a la organización del productor legendario Quincy Jones, "The Quincy Jones Musiq Consortium", una organización que une a líderes dentro del sector educativo é industria musical para compartir recursos, contactos y la pasión por la música y educación.

## Discografía

### Álbumes
- Aún Sueño En Ti | I Still Dream of You (2009) (como Lizette Santana)

### Sencillos
- "Extrañándote Estoy" (2009)(como Lizette Santana)
- "Better this Way" (2010) (como Lizette Santana)
- "Besos" (2011) (como Lizé)